# Berengaria van Navarra
Berengaria van Navarra (waarschijnlijk Tudela (Spanje), ca. tussen 1165 en 1170 — Le Mans, Frankrijk, 23 december 1230) was een dochter van Sancho VI van Navarra en van Sancha van Castilië. Zij huwde in 1191 met Richard I van Engeland, maar dit huwelijk bleef kinderloos. Moderne geschiedschrijvers opperen de mening dat Richard meer interesse had voor Berengaria's broer, de latere Sancho VII van Navarra. Samen met haar echtgenoot nam Berengaria deel aan een deel van de Derde Kruistocht, maar terwijl Berengaria terugkeerde naar Europa, werd Richard gevangengenomen. Zij verbleef toen als gast van de paus in Rome. Ondanks dat Richard na zijn vrijlating nog steeds geen opvolger had, deed hij weinig moeite om haar te zien. Zij is de enige Engelse koningin die nooit in Engeland is geweest.
Na de dood van haar man in 1199, was zijn opvolger Jan zonder Land weinig geneigd haar het geld te geven waar zij als koningin-weduwe recht op had. Van koning Filips II van Frankrijk verkreeg zij het graafschap van Maine, waar zij de rest van haar leven doorbracht.

## Levensloop
In 1185 kreeg Berengaria van haar vader het leengoed van Monreal. Eleonora van Aquitanië bevorderde de verloving van Berengaria met haar zoon Richard Leeuwenhart. Een alliantie met Navarra betekende bescherming van de zuidelijke grenzen van Eleonora's hertogdom Aquitanië en hielp bij het creëren van betere betrekkingen met het naburige Castilië, waarvan de koningin Richards zus Eleonora was. Ook had Navarra de troubadourcultuur van Aquitanië geassimileerd en Berengaria's reputatie was onaangetast. Het lijkt erop dat Berengaria en Richard elkaar in feite één keer hebben ontmoet, jaren voor hun huwelijk, en schrijvers hebben beweerd dat er in die tijd een aantrekkingskracht tussen hen was.
In 1190 ontmoette Eleonora koning Sancho VI in Pamplona en hij organiseerde een banket in het Koninklijk Paleis van Olite ter ere van haar. De verloving kon niet openlijk gevierd worden, want Richard was al vele jaren verloofd met Alys, de halfzus van koning Filips II van Frankrijk. Richard beëindigde zijn verloving met Alys in 1190 terwijl hij in Messina was. Er is gesuggereerd dat Alys de maîtresse was geworden van Richards eigen vader, Hendrik II van Engeland, en mogelijk de moeder van een buitenechtelijk kind; een huwelijk tussen Richard en Alys zou daarom technisch onmogelijk zijn geweest om religieuze redenen van affiniteit.

### Huwelijk en Koningin
Richard liet Berengaria door zijn moeder Eleonora van Aquitanië naar hem brengen. Omdat Richard al op de Derde Kruistocht was en na zijn kroning geen tijd had verspild om op pad te gaan, hadden de twee vrouwen een lange en moeilijke reis om hem in te halen. Ze kwamen in 1191 aan in Messina op Sicilië tijdens de vastentijd (toen het huwelijk niet kon plaatsvinden) en werden vergezeld door Richards zus Johanna, de weduwe koningin van Sicilië. Berengaria werd in Johanna's hechtenis achtergelaten. Op weg naar het Heilige Land liep het schip met Berengaria en Johanna aan de grond voor de kust van Cyprus en werden ze bedreigd door de heerser van het eiland, Isaac Comnenus. Richard kwam hen te hulp, veroverde het eiland en wierp Comnenus omver. Berengaria trouwde op 12 mei 1191 met Richard Leeuwenhart in de kapel van St. George in Limassol op Cyprus en werd dezelfde dag gekroond door de aartsbisschop van Bordeaux en de bisschoppen van Évreux en Bayonne. 
Of het huwelijk ooit is voltrokken, is gissen. In ieder geval heeft Richard zijn nieuwe vrouw zeker meegenomen voor het eerste deel van de Derde Kruistocht. Dit was ongebruikelijk (hoewel Richards moeder en Berengaria's voorganger, Eleonora van Aquitanië, als koningin van Frankrijk, tijdens de Tweede Kruistocht bij haar man was geweest). Berengaria keerde terug ruim voordat Richard het Heilige Land verliet; bij zijn terugkeer in Europa werd hij gevangengenomen en gevangengezet. Berengaria bleef in Europa, gevestigd in Beaufort-en-Vallée, in een poging geld in te zamelen voor zijn losgeld.
Na zijn vrijlating keerde Richard terug naar Engeland en werd niet vergezeld door zijn vrouw. Richard begon toen met het terugwinnen van de gebieden in Frankrijk die verloren waren gegaan door zijn broer Jan of ingenomen door koning Filips II. Zijn focus lag op zijn koninkrijk, niet op zijn koningin. Hij kreeg van paus Celestinus III de opdracht om zich te herenigen met koningin Berengaria en in de toekomst trouw aan haar te tonen. Richard, die nu vooral zijn tijd in Frankrijk doorbracht, gehoorzaamde en nam Berengaria daarna elke week mee naar de kerk. Toen hij in 1199 stierf, was ze bedroefd, misschien nog wel meer omdat ze opzettelijk over het hoofd werd gezien als koningin van Engeland en Cyprus. Sommige historici geloven dat Berengaria oprecht van haar man hield, en Richards gevoelens voor haar waren slechts formeel omdat het huwelijk een politieke in plaats van een romantische verbintenis was.

### Weduwe

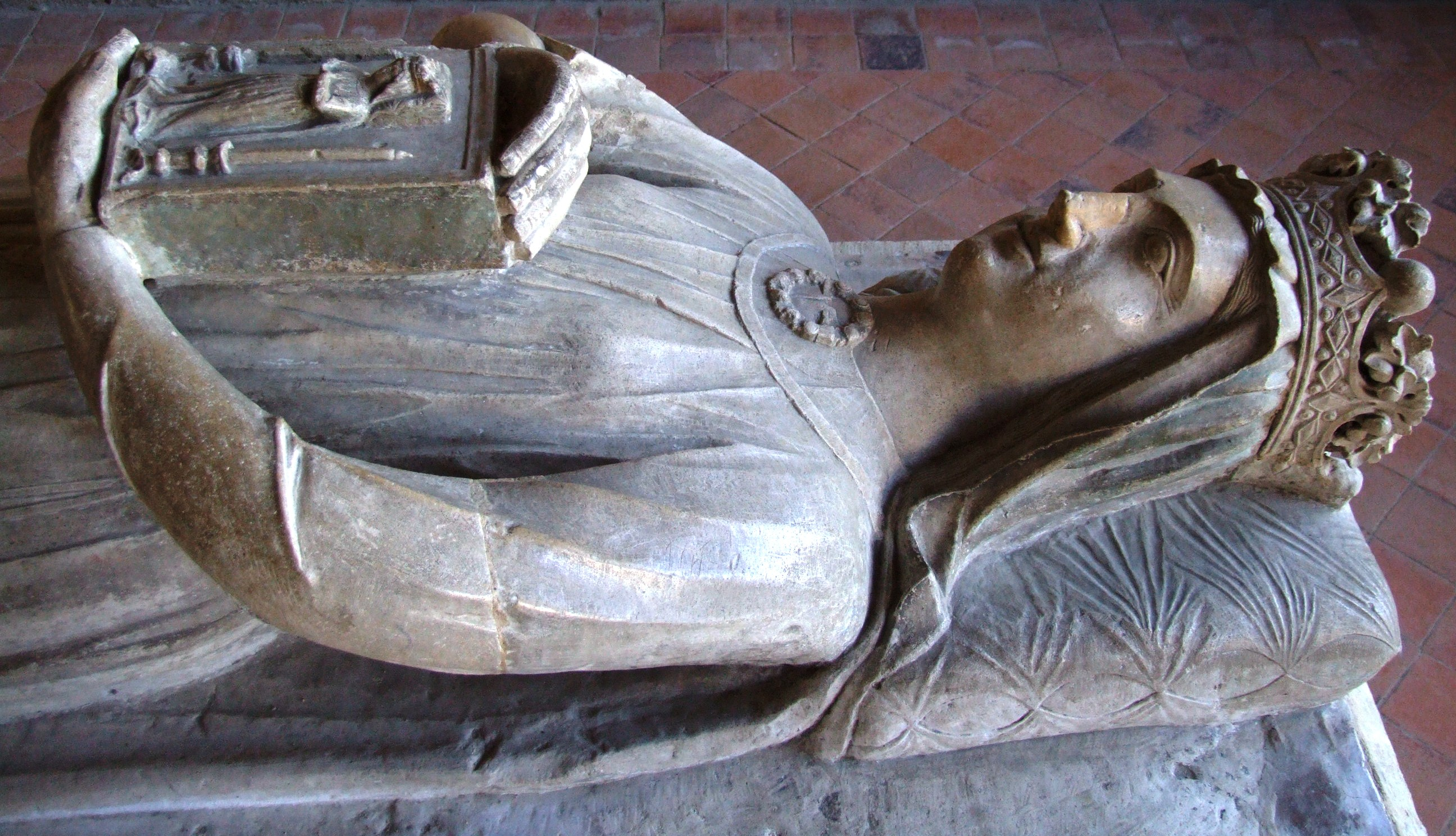
sacrofaag van Berengeria in de L'Epau abdij van Le Mans.

Berengaria bezocht Engeland nooit tijdens het leven van koning Richard en Richard bracht minder dan zes maanden in Engeland door terwijl ze getrouwd waren. Er zijn echter aanwijzingen dat ze dit in de jaren na zijn dood heeft gedaan, aangezien ze aanwezig zou zijn geweest bij de bijzetting van de overblijfselen van St. Thomas Becket in Canterbury in 1220.
De traditionele beschrijving van haar als "de enige Engelse koningin die nooit een voet in het land heeft gezet" zou nog steeds waar zijn omdat ze Engeland niet bezocht in de tijd dat ze Richards gemalin was. Ze stuurde zeker verschillende keren gezanten naar Engeland, voornamelijk om te informeren naar het pensioen dat ze verschuldigd was als douairière-koningin en Richards weduwe, die koning John niet betaalde. Hoewel koningin Eleonora tussenbeide kwam en paus Innocentius III hem dreigde met een interdict als hij Berengaria niet zou betalen wat verschuldigd was, was koning Jan haar nog steeds meer dan £ 4000 verschuldigd toen hij stierf. Tijdens het bewind van zijn zoon Hendrik III van Engeland werden haar betalingen echter gedaan.
Berengaria vestigde zich uiteindelijk in Le Mans, een van haar eigendommen. Ze stichtte de abdij van L'Épau in Le Mans in 1229, waar ze werd begraven. In 1240 schreef aartsbisschop Rodrigo Jimenez de Rada van Toledo over Berengaria dat ze "als een zeer prijzenswaardige weduwe leefde en voor het grootste deel in de stad Le Mans verbleef, die ze als onderdeel van haar huwelijk hield, zich wijdde aan aalmoezen, gebed en goede werken, getuigend als een voorbeeld voor alle vrouwen van kuisheid en religie en in dezelfde stad kwam ze aan het einde van haar dagen met een gelukkige dood." Een skelet waarvan gedacht werd dat het van haar was, werd in 1960 herontdekt tijdens de restauratie van de abdij. Deze overblijfselen worden bewaard onder de stenen beeltenis van de koningin, die nu te vinden is in de kapittelzaal van de abdij.

## Voorouders
| Voorouders van Berengaria van Navarra (1167-1230) | Voorouders van Berengaria van Navarra (1167-1230)                   | Voorouders van Berengaria van Navarra (1167-1230)                   | Voorouders van Berengaria van Navarra (1167-1230)                   | Voorouders van Berengaria van Navarra (1167-1230)                   | Voorouders van Berengaria van Navarra (1167-1230)                                  | Voorouders van Berengaria van Navarra (1167-1230)                                  | Voorouders van Berengaria van Navarra (1167-1230)                                   | Voorouders van Berengaria van Navarra (1167-1230)                                   |
| ------------------------------------------------- | ------------------------------------------------------------------- | ------------------------------------------------------------------- | ------------------------------------------------------------------- | ------------------------------------------------------------------- | ---------------------------------------------------------------------------------- | ---------------------------------------------------------------------------------- | ----------------------------------------------------------------------------------- | ----------------------------------------------------------------------------------- |
| Overgrootouders                                   | Ramiro Sánchez (1070-1130) ∞ Cristina Rodríguez (1075-)             | Ramiro Sánchez (1070-1130) ∞ Cristina Rodríguez (1075-)             | Godfried II van Perche (-1100) ∞ Beatrix van Ramerupt (-1129)       | Godfried II van Perche (-1100) ∞ Beatrix van Ramerupt (-1129)       | Raymond van Bourgondië (1059-1107) ∞ Urraca van Castilië en León (1079-1126)       | Raymond van Bourgondië (1059-1107) ∞ Urraca van Castilië en León (1079-1126)       | Raymond Berengarius III van Barcelona (1082-1131) ∞ Dulcia van Provence (1090-1129) | Raymond Berengarius III van Barcelona (1082-1131) ∞ Dulcia van Provence (1090-1129) |
| Grootouders                                       | García IV van Navarra (1112-1150) ∞ Margaretha de l'Aigle (-1141)   | García IV van Navarra (1112-1150) ∞ Margaretha de l'Aigle (-1141)   | García IV van Navarra (1112-1150) ∞ Margaretha de l'Aigle (-1141)   | García IV van Navarra (1112-1150) ∞ Margaretha de l'Aigle (-1141)   | Alfons VII van León en Castilië (1105-1157) ∞ Berengaria van Barcelona (1116-1149) | Alfons VII van León en Castilië (1105-1157) ∞ Berengaria van Barcelona (1116-1149) | Alfons VII van León en Castilië (1105-1157) ∞ Berengaria van Barcelona (1116-1149)  | Alfons VII van León en Castilië (1105-1157) ∞ Berengaria van Barcelona (1116-1149)  |
| Ouders                                            | Sancho VI van Navarra (1132-1194) ∞ Sancha van Castilië (1137-1179) | Sancho VI van Navarra (1132-1194) ∞ Sancha van Castilië (1137-1179) | Sancho VI van Navarra (1132-1194) ∞ Sancha van Castilië (1137-1179) | Sancho VI van Navarra (1132-1194) ∞ Sancha van Castilië (1137-1179) | Sancho VI van Navarra (1132-1194) ∞ Sancha van Castilië (1137-1179)                | Sancho VI van Navarra (1132-1194) ∞ Sancha van Castilië (1137-1179)                | Sancho VI van Navarra (1132-1194) ∞ Sancha van Castilië (1137-1179)                 | Sancho VI van Navarra (1132-1194) ∞ Sancha van Castilië (1137-1179)                 |